# Cristești (Iași)
Pour les articles homonymes, voir Cristești.
Cristești est une commune roumaine située dans le județ de Iași.